# Claire Parkinson
 (juin 2025).
Claire Lucille Parkinson (née le 12 mars 1948) est une géologue et climatologue américaine au Goddard Space Flight Center de la NASA.

## Biographie

### Enfance et formation
Parkinson est titulaire d'une licence en mathématiques au Wellesley College, où elle est élue aux fraternités Phi Beta Kappa et à Sigma Xi, et d'un doctorat en géographie/climatologie de l'Ohio State University.[réf. nécessaire]

### Carrière
Parkinson est climatologue au Goddard Space Flight Center de la NASA, où elle travaille avec le Earth Observing System,. Ses recherches portent sur la glace de mer polaire et ses liens avec le reste du système climatique et avec le changement climatique, avec un accent particulier sur la  télédétection par satellite. Parkinson développe un modèle informatique de la glace de mer et effectue des travaux de terrain dans l’Arctique et l’Antarctique.[réf. nécessaire]
Ses travaux impliquent la génération et l’analyse de données satellitaires, y compris la détermination des diminutions de la couverture de glace de mer de l’Arctique depuis les années 1970 et l’examen de leurs variabilités et impacts régionaux et interannuels. Ainsi, elle quantifie et analyse des séries temporelles très différentes de celles dans l’Antarctique.
Parkinson est la responsable scientifique de la mission satellite Aqua, lancée en mai 2002 et qui continue de transmettre des données sur de nombreuses variables atmosphériques, océaniques, terrestres et de glace,,. Les données d'Aqua sont utilisées dans des milliers de publications de recherche par des scientifiques du monde entier, avec de nombreuses applications pratiques, notamment les prévisions météorologiques et la détection des feux de forêt.

### Activités de diffusion
Parkinson sensibilise les enfants et le grand public, en étant la conseillère scientifique de l'exposition photographique « Antarctica On Thin Ice » qui ouvre ses portes au siège des Nations Unies à New York le 17 décembre 2007. Elle écrit des livres sur l'histoire des sciences, et est active dans la promotion des femmes dans les sciences.

### Livres
- Claire L. Parkinson et C. L. Parkinson, Breakthroughs: A chronology of great achievements in science and mathematics, 1200 - 1930, Boston, Hall, 1985 (ISBN 978-0-8161-8706-5)
- Claire L. Parkinson, Earth from above: using color-coded satellite images to examine the global environment, Sausalito, Calif, University Science Books, 1997 (ISBN 978-0-935702-41-5)
- Claire Parkinson et Reynold Greenstone, EOS Data Products Handbook, vol. 2, octobre 2000 (ISBN 978-1494740429)
- Claire Parkinson et Warren Washington, Introduction To Three-dimensional Climate Modeling, 2nd, 16 mai 2005 (ISBN 978-1891389351)
- Claire Parkinson, Alan Ward et Michael King, Earth Science Reference Handbook, NASA, 2006
- Claire Parkinson, Michael King, Kim Partington et Robin Williams, Our Changing Planet: The View from Space, 1st, 12 novembre 2007 (ISBN 978-0521828703)
- Claire Parkinson, Coming Climate Crisis?: Consider the Past, Beware the Big Fix, Rowman & Littlefield Publishers, 16 avril 2010 (ISBN 978-0742568303)
- Claire Parkinson, Pamela Millar et Michelle Thaller, Women of Goddard : careers in science, technology, engineering & mathematics, 2011

### Publications sélectionnées
- (en) Parkinson et Washington, « A large-scale numerical model of sea ice », Journal of Geophysical Research: Oceans, vol. 84, no C1,‎ 1979, p. 311–337 (ISSN 2156-2202, DOI 10.1029/JC084iC01p00311, lire en ligne)
- (en) Parkinson, Cavalieri, Gloersen et Zwally, « Arctic sea ice extents, areas, and trends, 1978–1996 », Journal of Geophysical Research: Oceans, vol. 104, no C9,‎ 1999, p. 20837–20856 (ISSN 2156-2202, DOI 10.1029/1999JC900082, lire en ligne)
- (en) Vaughan, Marshall, Connolley et Parkinson, « Recent Rapid Regional Climate Warming on the Antarctic Peninsula », Climatic Change, vol. 60, no 3,‎ 1er octobre 2003, p. 243–274 (ISSN 1573-1480, DOI 10.1023/A:1026021217991, lire en ligne)
- (en) Comiso, Parkinson, Gersten et Stock, « Accelerated decline in the Arctic sea ice cover », Geophysical Research Letters, vol. 35, no 1,‎ 2008 (ISSN 1944-8007, DOI 10.1029/2007GL031972, lire en ligne)
- Cavalieri et Parkinson, « Arctic sea ice variability and trends, 1979–2010 », doi.org, 9 mars 2012 (consulté le 17 mai 2025)

## Honneurs et récompenses
- 1969 : Élection à la Phi Beta Kappa, Wellesley College
- 1970 : Élection à la Sigma Xi, Wellesley College
- 1970 : Prix Lewis Atterbury Stimson de mathématiques, Wellesley College
- 1976 : Prix Charles Clifford Huntington de géographie, Université d'État de l'Ohio
- 1979 : Prix de la performance exceptionnelle, NASA Goddard Space Flight Center
- 1982 : Prix de réussite du groupe NASA aux auteurs de Antarctic Sea Ice
- 1984 : Prix des pairs pour le meilleur article, Laboratoire des sciences atmosphériques, Goddard Space Flight Center
- 2000 : Fellow de l'American Meteorological Society
- 2001 : Médaille du service exceptionnel de la NASA
- 2003 : Prix de l'Aviation Week & Space Technology pour sa réalisation exceptionnelle dans le domaine de l'espace
- 2003 : Médaille du commandement exceptionnel de la NASA
- 2004 : Médaille polaire Richard P. Goldthwait[7]
- 2006 : Prix des systèmes spatiaux de l'American Institute of Aeronautics and Astronautics
- 2008 : NASA Exceptional Achievement Medal (en)[8]
- 2009 : Élection à l'Académie nationale d'ingénierie des États-Unis[9]
- 2010 : Élection à l'American Philosophical Society[10]
- 2010 : Membre de l'Association américaine pour l'avancement des sciences[11]
- 2011 : Prix de télédétection de l'American Meteorological Society
- 2015 : Prix commémoratif William Nordberg pour les sciences de la Terre, (Centre de vol spatial Goddard de la NASA)[12]
- 2016 : Élection à l'Académie nationale des sciences des États-Unis[13]
- 2016 : Fellow de l'American Geophysical Union[14]
- 2017 : NASA Silver Achievement Medal (en)
- 2018 : Fellow de l'Académie américaine des arts et des sciences[15]
- 2020 : Samuel J. Heyman Service to America Medal (en)[16]
- 2020 : Maryland Women's Hall of Fame (en)[3]
- 2020 : Médaille Roger Revelle